# Nissan Diesel Condor
UD Condor (до 2010 года Nissan Diesel Condor) — семейство среднетоннажных грузовых автомобилей, выпускаемых компанией Nissan Diesel (ныне UD Trucks) с 1975 года.
В США его основными конкурентами являются Bering MD, Chevrolet W, GMC W, Isuzu FRR/FSR/FTR и Mitsubishi Fuso FK, а в Японии — Isuzu Forward, Mitsubishi Fuso Fighter и Hino Ranger.
28 июля 2017 года дебютировало пятое поколение Condor, разработанное в соответствии с соглашением между UD Trucks и Isuzu на основе Isuzu Forward.
Компактные модели, которые продавались под маркой Nissan Diesel Condor, являются ребрендингом Nissan Atlas.